# Яковлевка (Александровский район)
Яковлевка (укр. Яковлівка) — село в Александровской поселковой общине Краматорского района Донецкой области Украины. Расположено в 35 км от районного центра — города Краматорска.

## Общие сведения
Население по переписи 2001 года составляло 240 человек. Почтовый индекс — 84031. Телефонный код — 6269.

## Улицы
Уличная сеть села состоит из одной улицы (ул. 60 лет Октября)

## Инфраструктура
На территории села находится церковь, продуктовый магазин, колодец общего пользования. Три дня в неделю курсирует автобус до ближайшего районного центра — города Краматорска.